# Tvåfaktorsteori
Tvåfaktorsteorin (även känd som Herzbergs motivation- och hygienteori) säger att det finns vissa faktorer på arbetsplatsen som orsakar tillfredsställelse, medan en separat uppsättning faktorer orsakar missnöje. Teorin utvecklades av psykologen Frederick Herzberg, som har teoretiserat att tillfredsställelse och missnöje på arbetsplatsen verkar oberoende av varandra.

## Herzbergs tvåfaktorsteori
Herzberg menar att det finns två olika faktorer som påverkar arbetarens situation, dessa är hygienfaktorer och motivationsfaktorer. Hygienfaktorerna är grundläggande för ett arbete men ger inte en ökad grad av tillfredsställelse och motivation. Motivationsfaktorerna är det som kompletterar hygienfaktorerna och bidrar till arbetarens motivation och ökade produktivitet.
Hygienfaktorer är saker som lön, ledning, mellanmänskliga relationer, arbetsförhållanden, företagspolicy och administration.
Motivationsfaktorer är saker som ansvar, prestation, avancemang, själva arbetet och erkännande.
Teorin har en stora likheter med Maslows behovshierarki och bygger på samma idé som den: att människor först strävar efter att tillfredsställa de lägre behoven, det vill säga hygienfaktorerna, och därefter strävar mot tillfredsställelse av de högre behoven.

### Kombinationer av hygien- och motivationsfaktorer
Enligt tvåfaktorsteorin så finns det fyra olika kombinationer av faktorerna:
1. Hög hygien + Hög motivation = Den optimala situationen där anställda är starkt motiverade och har få klagomål.
2. Hög hygien + Låg motivation = Anställda har få klagomål men är inte motiverade. Målet med arbetet är lönen.
3. Låg hygien + Hög motivation = Anställda är motiverade men har många klagomål. Arbetet är stimulerande och utmanande, men löner och arbetsförhållanden når inte upp till standard.
4. Låg hygien + Låg motivation = Detta är den sämsta situationen där anställda är omotiverade och har många klagomål.

## Kritik och studier av tvåfaktorsteorin
Teorin har fått kritik från senare forskning där man visar att denna tudelning är diskutabel. Det finns mycket som tyder på att det egentligen finns gråzoner mellan otillfredsställelse och tillfredsställelse samt att flera hygienfaktorer också kan bidra med motivation. Det har exempelvis diskuterats om lön enbart är en hygienfaktor.
I en studie av Herzbergs teori har visats att vad som motiverar en anställd verkar variera mellan arbetsfält och från person till person. Det empiriska beviset från denna studiet visar följande:
- Arbetsmotiven kan klassas inom hygien- och motivationsfaktorer enligt Herzbergs tvåfaktorsmodell.
- Hygien- och motivationsfaktorerna var inte helt självständiga och varierade avsevärt.

Bland annat farmaceutiska försäljare och anställda inom marknadsföring övervägde 17 motiv som de ansåg vara viktiga inom sina yrken. Dessa 17 motiv kunde klassas in under hygien- och motivationsfaktorer.  Motivationsfaktorerna hade stor påverkan på de anställdas arbetsglädje och inkluderade bland annat rolltydlighet, erkännande, kunskapsanvändning, organisationsstabilitet, framtidsutsikter, självständighet, arbetsrelationer, kreativitet, och kommunikation. Hygienfaktorerna hade däremot ingen påverkan på arbetsglädjen. Några av de främst förekommande hygienfaktorerna inkluderade bland annat jobbsäkerhet, arbetspolicy, tillväxtmöjligheter, rättvisa och kompensation. Denna kategorisering gällde däremot inte alla anställda. Flera fall förekom där motiv kunde variera mellan hygien- och motivationsfaktorer.